# يانج يون
يانج يون (بالصينية: 杨宇) (18 أبريل 1985 بشنيانغ في الصين - ) هو لاعب كرة قدم صيني في مركز الوسط. لعب مع نادي بكين سينوبو غوان وLiaoning F.C. ‏.

## روابط خارجية
- يانج يون على موقع قاعدة بيانات كرة القدم.إي يو (الإنجليزية)
- يانج يون على موقع Soccerway.com (الإنجليزية)